# ويليام يانسي براون
ويليام يانسي براون (بالإنجليزية: William Yancey Brown)‏ هو أمين فني أمريكي، ولد في 13 أغسطس 1948 في أرتيسيا في الولايات المتحدة.